# Perrierina mestayerae
Perrierina mestayerae är en musselart som beskrevs av Powell 1933. Perrierina mestayerae ingår i släktet Perrierina och familjen Cyamiidae. Inga underarter finns listade i Catalogue of Life.